# (350838) Gorelysheva
(350838) Gorelysheva est un astéroïde de la ceinture principale.

## Description
(350838) Gorelysheva est un astéroïde de la ceinture principale. Il fut découvert le 27 octobre 2011 à Zelenchukskaya Station par Timur V. Kryachko. Il présente une orbite caractérisée par un demi-grand axe de 3,25 UA, une excentricité de 0,02 et une inclinaison de 15,5° par rapport à l'écliptique.

## Compléments